# Kiden
Kiden är en ö i Marshallöarna.   Den ligger i kommunen Arnoatollen, i den sydöstra delen av Marshallöarna, 24 km öster om huvudstaden Majuro. Arean är 0,26 kvadratkilometer.
Terrängen på Kiden är platt. Öns högsta punkt är 18 meter över havet. Den sträcker sig 0,7 kilometer i nord-sydlig riktning, och 0,6 kilometer i öst-västlig riktning.